# 垂枝赤桉
垂枝赤桉（学名：Eucalyptus camaldulensis var. pendula）为桃金娘科桉属下的一个变种。

## 扩展阅读
- 維基物種上的相關：垂枝赤桉